# Liste der Nationalmuseen
Nationalmuseum ist der Name, ein Namensbestandteil oder die gängige deutsche Übersetzung des Namens u. a. folgender Museen:

## A
Äthiopien
- Addis Abeba: Nationalmuseum von Äthiopien

Afghanistan
- Kabul: Nationalmuseum Kabul

Albanien
- Tirana: Historisches Nationalmuseum (Albanien)

Argentinien
- Buenos Aires:
  - Historisches Nationalmuseum (Argentinien)
  - Museo Nacional de Arte Decorativo
  - Museo Nacional de Bellas Artes (Buenos Aires)
  - Museo Nacional del Cabildo y la Revolución de Mayo
  - Nationalmuseum für Waffen

Aserbaidschan
- Baku: Nationales Kunstmuseum von Aserbaidschan

Australien
- Canberra: National Museum of Australia

## B
Bangladesch
- Nationales Museum für Wissenschaft und Technologie (Bangladesch)

Belgien
- Turnhout: Nationaal Museum van de Speelkaart

Bhutan
- Paro: Nationalmuseum von Bhutan

Bolivien
- La Paz:
  - Museo Nacional de Arte (Bolivien)
  - Museo Nacional Tihuanacu

Bosnien und Herzegowina
- Sarajevo:
  - Nationalmuseum von Bosnien und Herzegowina

Brasilien
- Brasília: Museu Nacional Honestino Guimarães
- Rio de Janeiro:
  - Museu Nacional da Universidade Federal do Rio de Janeiro
  - Museu Nacional de Belas Artes (MNBA)
  - Museu Histórico Nacional (Brasilien)

Bulgarien
- Sofia:
  - Nationales Archäologisches Museum
  - Nationales Historisches Museum

Burundi
- Gitega: Burundi National Museum

## C
Chile
- Santiago de Chile: 
  - Museo Nacional de Bellas Artes (Chile)
  - Nationalmuseum für Naturgeschichte (Chile)

China
- Peking: Chinesisches Nationalmuseum
- Taipeh: Taiwan-Nationalmuseum

Costa Rica
- San José: Nationalmuseum von Costa Rica

## D
Dänemark
- Kopenhagen: Dänisches Nationalmuseum

Deutschland
- Marbach am Neckar: Schiller-Nationalmuseum
- München: Bayerisches Nationalmuseum
- Nürnberg: Germanisches Nationalmuseum
- Weimar: Goethe-Nationalmuseum

## E
Estland
- Tartu: Estnisches Nationalmuseum

## F
Färöer
- Tórshavn: Nationalmuseum der Färöer

Finnland
- Helsinki: Finnisches Nationalmuseum

Frankreich
- Paris: 
  - Muséum national d’histoire naturelle
  - Musée national du Moyen Âge
  - Musée National d’Art Moderne
  - ehem. Musée national des Arts d’Afrique et d’Océanie
- Écouen: Musée national de la Renaissance

## G
Gambia
- Gambia: National Museum (Gambia)

Ghana
- Accra: National Museum (Ghana)

Grenada
- St. George’s: Grenada National Museum

Griechenland
- Athen:
  - Archäologisches Nationalmuseum (Athen)
  - Nationales Historisches Museum Athen

Guatemala
- Guatemala-Stadt:
  - Museo Nacional de Arqueología y Etnología
  - Museo Nacional de Artes e Industrias Populares (Guatemala)
  - Museo Nacional de Arte Moderno „Carlos Mérida“

## H
Haiti
- Port-au-Prince: National Museum

## I
Indien
- Neu-Delhi
  - Nationalmuseum Neu-Delhi
  - National Museum of Natural History (Neu-Delhi)

Indonesien
- Jakarta: Indonesisches Nationalmuseum

Irak
- Bagdad: Irakisches Nationalmuseum

Iran
- Teheran: Iranisches Nationalmuseum

Irland
- Dublin: National Museum of Ireland
- Dun Laoghaire: National Maritime Museum of Ireland

Island
- Reykjavík: Isländisches Nationalmuseum

Italien
- siehe Museo Nazionale

## J
Japan
- Kyōto:
  - Nationalmuseum Kyōto
- Dazaifu (Fukuoka): 
  - Nationalmuseum Kyushu
- Nara: 
  - Nationalmuseum Nara
  - Nationalmuseum für Ethnologie
- Tokio:
  - Nationalmuseum Tokio
  - Nationalmuseum für westliche Kunst

Jemen
- Aden: Nationalmuseum Aden

## K
Kasachstan
- Nur Sultan: Nationalmuseum der Republik Kasachstan

Kenia
- Nairobi: National Museums of Kenya (NMK)

Kolumbien
- Bogotá: Museo Nacional de Colombia

Komoren
- Moroni: Musée National des Comores

Kuba
- Havanna: Museo Nacional de Bellas Artes

## L
Libanon
- Nationalmuseum Beirut

Liechtenstein
- Vaduz: Liechtensteinisches Landesmuseum

Litauen
- Vilnius: Litauisches Nationalmuseum

## M
Mali
- Bamako
  - Musée national du Mali

Malediven
- Nationalmuseum der Malediven

Mauretanien
- Nationalmuseum von Mauretanien

Mexiko
- Mexiko-Stadt:
  - Museo Nacional de Antropología (MNA)
  - Museo Nacional de Arquitectura
  - Museo Nacional de Arte (Mexiko) (MUNAL)
  - Museo Nacional de Artes Plásticas (Mexiko)
  - Museo Nacional de Artes e Industrias Populares (Mexiko)
  - Museo Nacional de la Estampa
  - Museo Nacional de Historia (MNH; Castillo de Chapultepec)
  - Museo Nacional de San Carlos
- Tepozotlán: Museo Nacional del Virreinato (MUNAVI)

Mosambik
- Maputo:
  - Museu Nacional da Moeda
  - Museu Nacional de Arte

## N
Namibia
- Windhoek: Namibisches Nationalmuseum

Niederlande
- Amsterdam: Rijksmuseum

Niger
- Niamey: Nigrisches Nationalmuseum

Nigeria
- Lagos: Nigerianisches Nationalmuseum

Norwegen
- Oslo: Nationalmuseum

## P
Pakistan
- Karatschi: National Museum of Pakistan

Palästina
- Bir Zait: Palästinensisches Nationalmuseum

Palau
- Koror: Belau National Museum

Paraguay
- Asunción: Museo Nacional de Bellas Artes y Antigüedades

Peru
- Lima: Museo Nacional de Arqueología, Antropología e Historia del Perú

Polen
- Breslau: Nationalmuseum Breslau
- Danzig: Nationalmuseum (Danzig)
- Kielce: Nationalmuseum (Kielce)
- Krakau: Nationalmuseum in Krakau
- Posen: Nationalmuseum (Posen)
- Stettin: Nationalmuseum Stettin
- Warschau: Nationalmuseum Warschau
- Szreniawa: Muzeum Narodowe Rolnictwa i Przemysłu Rolno-Spożywczego

Portugal
- Lissabon:
  - Museu Nacional de Arte Antiga
  - Museu Nacional de Arte Contemporânea do Chiado
  - Museu Nacional de Arqueologia
  - Museu Nacional do Azulejo
  - Museu Nacional dos Coches
  - Museu Nacional de Etnologia
  - Museu Nacional Ferroviário
  - Museu Nacional de História Natural e da Ciência
  - Museu Nacional do Teatro e da Dança
  - Museu Nacional do Traje

- Porto: 
  - Museu Nacional de Soares dos Reis
  - Museu Nacional da Imprensa, Jornais e Artes Gráficas

- Coimbra:
  - Museu Nacional de Machado de Castro

## R
Rumänien
- Alba Iulia: Muzeul Național al Unirii

- Bukarest:
  - Muzeul Național „George Enescu“
  - Muzeul Național de Artă al României
  - Muzeul Național de Artă Contemporană
  - Muzeul Național Cotroceni
  - Muzeul Național Filatelic
  - Muzeul Național al Hărților și Cărții Vechi
  - Muzeul Național de Istorie a României
  - Muzeul Național de Istorie Naturală Grigore Antipa
  - Muzeul Național al Literaturii Române
  - Muzeul Național al Satului „Dimitrie Gusti“
  - Muzeul Național al Țăranului Român
  - Muzeul Național Tehnic „Prof. ing. Dimitrie Leonida“
  - Muzeul Militar Național
  - Muzeul Teatrului Național „I.L. Caragiale“

- Cluj-Napoca: Muzeul Național de Istorie a Transilvaniei

- Craiova: Muzeul Teatrului Național „Marin Sorescu“

- Iași: Muzeul Național al Literaturii Române Iași

- Ploiești: Muzeul Național al Petrolului

- Sfântu Gheorghe: 
  - Muzeul Național al Carpaților Răsăriteni
  - Muzeul Național Secuiesc

- Sibiu: 
  - Brukenthal National Museum
  - Complexul Național Muzeal „Astra“

- Slobozia: Muzeul Național al Agriculturii

- Timișoara: Muzeul Național al Banatului

## S
St. Kitts und Nevis
- National Museum of Saint Kitts

Schweden
- Stockholm: Schwedisches Nationalmuseum

Schweiz
- Zürich (und Außenstandorte): Schweizerisches Nationalmuseum

Slowakei
- Bratislava (und Außenstandorte): Slowakisches Nationalmuseum

Slowenien
- Ljubljana (und Außenstandorte): 
  - Slowenische Nationalgalerie
  - Slowenisches Nationalmuseum

Spanien
- Alhambra: Museo Nacional de Arte Hispanomusulmán
- Almagro: Museo Nacional del Teatro
- Barcelona: Museu Nacional d’Art de Catalunya

- Madrid: 
  - Museo Arqueológico Nacional de España
  - Museo Nacional Centro de Arte Reina Sofía
  - Museo Nacional de Arquitectura
  - Museo Nacional de Reproducciones Artísticas

- Mérida: Museo Nacional de Arte Romano (MNAR)
- Salamanca: Museo Nacional de Arquitectura y Urbanismo
- Valladolid: Museo Nacional de Escultura
- Valencia: Museo Nacional de Cerámica y de las Artes Santuarias

Sudan
- Khartum: Nationalmuseum Sudan

Südkorea
- Seoul: Koreanisches Nationalmuseum

Syrien
- Damaskus: Nationalmuseum Damaskus

São Tomé und Príncipe
- São Tomé: São Sebastião Museum

## T
Tadschikistan
- Duschanbe: Tadschikisches Nationalmuseum

Thailand
- Nationalmuseum in Thailand
- Bangkok: Nationalmuseum Bangkok

Togo
- Nationalmuseum von Togo

Trinidad und Tobago
- Port of Spain: National Museum & Art Gallery

Tschad
- N’Djamena: Musée National du Tchad

Tschechische Republik
- Prag: 
  - Nationalmuseum
  - Technisches Nationalmuseum

## U
Ukraine
- Kiew:
  - Nationales Historisches Museum der Ukraine
  - Nationales Kunstmuseum der Ukraine
  - Nationales Literaturmuseum der Ukraine
  - Nationales Museum der Geschichte der Ukraine im Zweiten Weltkrieg
  - Nationales Museum der Naturwissenschaften der Ukraine
  - Nationales Museum der ukrainischen dekorativen Volkskunst
  - Nationales Museum Taras Schewtschenko
  - Nationalmuseum Kiewer Kunstgalerie
- Kolomyja: Nationalmuseum für Volkskunst von Huzulien und Pokutien

Uruguay
- Montevideo:
  - Museo Nacional de Artes Visuales
  - Museo Nacional de Historia Natural

Ungarn
- Budapest: Ungarisches Nationalmuseum

## V
Vereinigtes Königreich
- Cardiff: National Museum Cardiff
- Edinburgh: National Museum of Scotland

Vereinigte Staaten
- Washington: 
  - National Museum of the American Indian
  - National Museum of Naval Aviation
  - National Museum of Natural History
  - National Museum of African Art
  - National Museum of American History

Vietnam
- Hanoi: Vietnamesisches Nationalmuseum der Schönen Künste